# كيرتوود سميث
كيرتوود سميث (بالإنجليزية: Kurtwood Smith)‏ هو ممثل تعبيري وممثل أمريكي، ولد في 3 يوليو 1943 بنيو ليسبون في الولايات المتحدة. بدأ مشواره المهني سنة 1977.

## أعمال

### أفلام
- (1987) روبوكوب[4][5][6]
- (1988) رامبو 3[7][8][9]
- (1989) مجتمع الشعراء الأموات[10]
- (1991)  البلد غير المكتشف[11][12]
- (1996) أسهم مكسورة[13]
- (1996) وقت للقتل[14]
- (1998) ديب إمباكت[15][16][17]
- (1999) فتاة، قوطعت[18]
- (2012) هتشكوك[19]
- (2017)  الصحوة

### مسلسلات
- الدجاجة الآلية
- ريك ومورتي
- فوياجر
- عرض السبعينات ذاك
- هاوس

## وصلات خارجية
- كيرتوود سميث على موقع IMDb (الإنجليزية)
- كيرتوود سميث على موقع روتن توميتوز (الإنجليزية)
- كيرتوود سميث على موقع ألو سيني (الفرنسية)
- كيرتوود سميث على موقع ميوزك برينز (الإنجليزية)
- كيرتوود سميث على موقع تيرنر كلاسيك موفيز (الإنجليزية)
- كيرتوود سميث على موقع أول موفي (الإنجليزية)
- كيرتوود سميث على موقع قاعدة بيانات الأفلام السويدية (السويدية)
- كيرتوود سميث على موقع إن إن دي بي (الإنجليزية)
- كيرتوود سميث على موقع قاعدة بيانات الفيلم (الإنجليزية)
- كيرتوود سميث على موقع كينوبويسك (الروسية)